# نچیز (لوئیزیانا)
نچیز (به انگلیسی: Natchez) شهری در ایالت لوئیزیانا کشور ایالات متحده آمریکا است که جمعیت آن در سرشماری سال ۲۰۱۰ میلادی، ۵۹۷ نفر بوده‌است.